# Кодемська сільська рада
| Кодемська сільська рада — орган місцевого самоврядування у Бахмутському районі Донецької області з адміністративним центром у с. Кодема. Сільській раді підпорядковані населені пункти: - с. Кодема - с. Дача - с. Миколаївка - с. Миколаївка Друга - с. Одрадівка |

## Склад ради
Рада складається з 16 депутатів та голови.

## Керівний склад сільської ради
| ПІБ                          | Основні відомості                                                                     | Дата обрання | Дата звільнення |
| ---------------------------- | ------------------------------------------------------------------------------------- | ------------ | --------------- |
| Улітка Галина Миколаївна     | Сільський голова, 1965 року народження, освіта, член Партії регіонів                  | 26.03.2006   | 02.02.2009      |
| Мойбенко Любов Володимирівна | Сільський голова, 1955 року народження, освіта, позапартійна                          | 02.08.2009   | 31.10.2010      |
| Тищенко Ірина Костянтинівна  | Сільський голова, 1977 року народження, освіта незакінчена вища, член Партії регіонів | 31.10.2010   |                 |

Примітка: таблиця складена за даними джерела